# أصل كلمة

أصل الكلمة (بالإنجليزية Stem) هو الجزء من الكلمة الذي يبقى على حاله، بدون تغيير، كلمات تصرفت تلك الكلمة. وقد يقصد به أيضا، ولكن نادرا، جذرها أو تأثيلها.